# Kazimierz Myszkowski
Kazimierz Myszkowski herbu Jastrzębiec – podczaszy ostrzeszowski w latach 1778–1793, podstoli ostrzeszowski w latach 1775–1778, starosta kiełczygłowski.
W 1790 roku był członkiem Komisji Porządkowej Cywilno-Wojskowej dla ziemi wieluńskiej i powiatu ostrzeszowskiego województwa sieradzkiego.
Kawaler Orderu Świętego Stanisława w 1788 roku.